# فروع بطنية للعصب المبهم
الفروع البطنية للعصب المبهم هي فروع عصبية صغيرة توفر التغذية العصبية اللاودية للضفيرة البطنية.
1. ↑  نموذج تأسيسي في التشريح، QID:Q1406710